# Okular

Plössl-Okular (32 mm) zum Einsatz an einem Teleskop

Ein Okular ist der augenseitig (lateinisch oculus = Auge) optisch wirksame Teil eines optischen Systems, wie zum Beispiel eines Fernglases, Fernrohrs, Teleskops oder Lichtmikroskops. Ein Okular besteht aus einer einzelnen Linse oder aus einem Linsensystem. Ein objektseitiger optischer Teil heißt entsprechend Objektiv. Es kann sich aber, wie beispielsweise bei einem elektronischen Sucher, auch um einen Bildschirm handeln, der mit einem Okular betrachtet wird.
Die Funktion des Okulars ist in der Regel, ein reelles Zwischenbild einer optischen Abbildung für das menschliche Auge virtuell abzubilden. Dazu wird das Zwischenbild ins Unendliche projiziert, so dass das virtuelle Bild für ein auf Unendlich akkommodiertes Auge zu beobachten ist. Im Teleskop nach Galilei befindet sich das Okular noch vor der Brennebene des Objektivs, so dass kein reelles Zwischenbild entsteht.
In der afokalen Fotografie benutzt man spezielle Projektionsokulare, die auf eine Abbildung in endlichem Abstand optimiert sind, zur Projektion des Bilds auf einen Film oder Kamerachip.
Die Austrittspupille (AP) eines optischen Systems sollte auf die Eintrittspupille (EP) des Auges abgestimmt sein. Idealerweise ist ihre Größe nicht größer als die der Eintrittspupille, da sonst Licht verschenkt wird, weil das austretende Lichtbündel nur teilweise ins Auge gelangt. Außerdem sollte die Austrittspupillenschnittweite (der Augenabstand) des Okulars groß genug sein, dass die Augenpupille an dieser Stelle positioniert werden kann. Ältere Okular-Konstruktionen erlaubten keine vollständige Anpassung an das Auge. Entweder lag die Austrittspupille zu dicht hinter der letzten Linse, so dass sie für Brillenträger ungeeignet waren oder sie machten keine vollständige Farbkorrektur. Fest eingebaute Okulare erlauben häufig einen Dioptrienausgleich zur Anpassung der variierenden Brechkräfte der Augen verschiedener Betrachter an das Okular.
Als Nebeneffekt werden bei kleiner Austrittspupille (kurze Brennweite) die im Strahlengang befindlichen Inhomogenitäten des Auges besonders deutlich auf die Netzhaut projiziert. Diese entoptischen Phänomene können in Mouches volantes oder Skotom unterschieden werden.

## Bestandteile

### Augenmuschel
Die meisten Okulare haben auf der Kante der Augenseite einen Gummiring, der oft auch zurückgeklappt werden kann. Er hat zwei Zwecke: Er verhindert das Eindringen von Streulicht, welches die Beobachtung stört und er hilft durch seine Berührung den Kopf ruhig zu halten. Teilweise sind diese Augenmuscheln asymmetrisch ausgeführt, um die Außenseite des Auges noch besser vor Streulicht zu schützen.

### Feldblende
Die Gesichtsfeldblende eines Okulars liegt in der Brennebene des Objektivs und begrenzt damit die Größe des durch das Okular betrachteten Bilds. Je nach Konstruktion des Okulars liegt die Feldblende vor oder innerhalb der Optik des Okulars. Bei einfachen Okulardesigns wie den gängigen Kellner, Plössl oder Erfle-Okularen oder deren Abwandlungen liegt die Feldblende vor den Linsen des Okulars. Dabei ist die Feldblende meist als Ring in der Okularsteckhülse ausgeführt und (vom Objektiv aus gesehen) vor den Linsen des Okulars sichtbar. Die Feldblende dient zum einen dazu, Bildbereiche zu kaschieren, in denen Abbildungsfehler des Okulars vorliegen, und zum anderen, den Einfall von Streulicht aus diesen Bereichen ins Linsensystem des Okulars zu verhindern. Wenn die Feldblende eines Okulars entfernt wird, kann sich das Gesichtsfeld vergrößern. Der Rand des vergrößerten Gesichtsfeldes wird dann allerdings durch Vignettierung abgedunkelt und meist nicht mehr scharf begrenzt sein. Um bei im Verhältnis zum Steckdurchmesser langbrennweitigen Okularen das maximale Gesichtsfeld zu erreichen, wird die Feldblende gelegentlich vom Hersteller weggelassen und somit die Steckhülse als Feldblende verwendet. Die maximale Größe der Feldblende ergibt sich bei dieser Konstruktion aus dem Steckmaß abzüglich der doppelten Materialdicke der Steckhülse. Dabei muss aber bereits Vignettierung am Gesichtsfeldrand in Kauf genommen werden, da der Lichtkegel vom Objektiv konisch verläuft, und der äußere Bereich des Lichtkegels dann bereits abgeschnitten wird.
Moderne Okularentwürfe seit dem Nagler-Okular besitzen eine Feldblende, die innerhalb des Okulars sitzt.

### Filtergewinde
Auf der Feldseite fast aller Okulare in den Größen 1,25 und 2 Zoll befindet sich auf der Innenseite am vorderen Ende der Steckhülse ein Filtergewinde, welches Filteradapter aufnehmen kann. Auch kann dort eine Barlow-Linse ohne deren hintere Steckhülse eingeschraubt werden. Dies verringert den Verlängerungsfaktor der Brennweite, da der Abstand zum Okular nun viel geringer ist als vorgesehen. So kann man mit der Feldlinse einer Barlow mit 2-facher Vergrößerung einen Faktor von ca. 1,4-fach erreichen.
Da es jedoch keinen wirklichen Standard im Gewindedurchmesser und mehr noch in der Gewindesteigung gibt, kann es manchmal passieren, dass ein Filter oder sonstiges Zubehör nicht passt oder sich nur ca. 1 bis 2 Umdrehungen weit aufschrauben lässt.

### Steckhülse
Die Steckhülse ist der feldseitige, vordere Teil des Okulars. Die Steckhülse verschwindet idealerweise vollständig im Okularauszug und wird dort von einer oder zwei Rändelschrauben oder von einem Klemmring gehalten. Die Außenseite der Steckhülse ist glatt, um ein klemmarmes Tauschen des Okulars zu ermöglichen. Die Innenseite hingegen ist absichtlich rau; Oft ist sie durchgängig mit dem Filtergewinde versehen und sie ist mit matter schwarzer Farbe abgedunkelt. Beide Maßnahmen verringern das immer entstehende Streulicht.

### Befestigung am Teleskop: Okularauszug
Der Okularauszug nimmt das Okular eines Teleskops auf. Er ist am Tubus eines Teleskops dort angebracht, wo das gebündelte Licht seinen Brennpunkt hat und aus dem Teleskop austritt. Beim Newton-Teleskop ist dies oben seitlich am Tubus, beim Cassegrain-Teleskop und bei Fernrohren am hinteren Ende. In den Okularauszug werden die Okulare eingesteckt. An einem Stellrad kann man dann das Okular fokussieren, so dass die ggf. virtuelle Feldebene des Okulars mit der Brennebene des Teleskops übereinstimmt.

## Eigenschaften

Strahlengang im Teleskop mit Okular und Maße

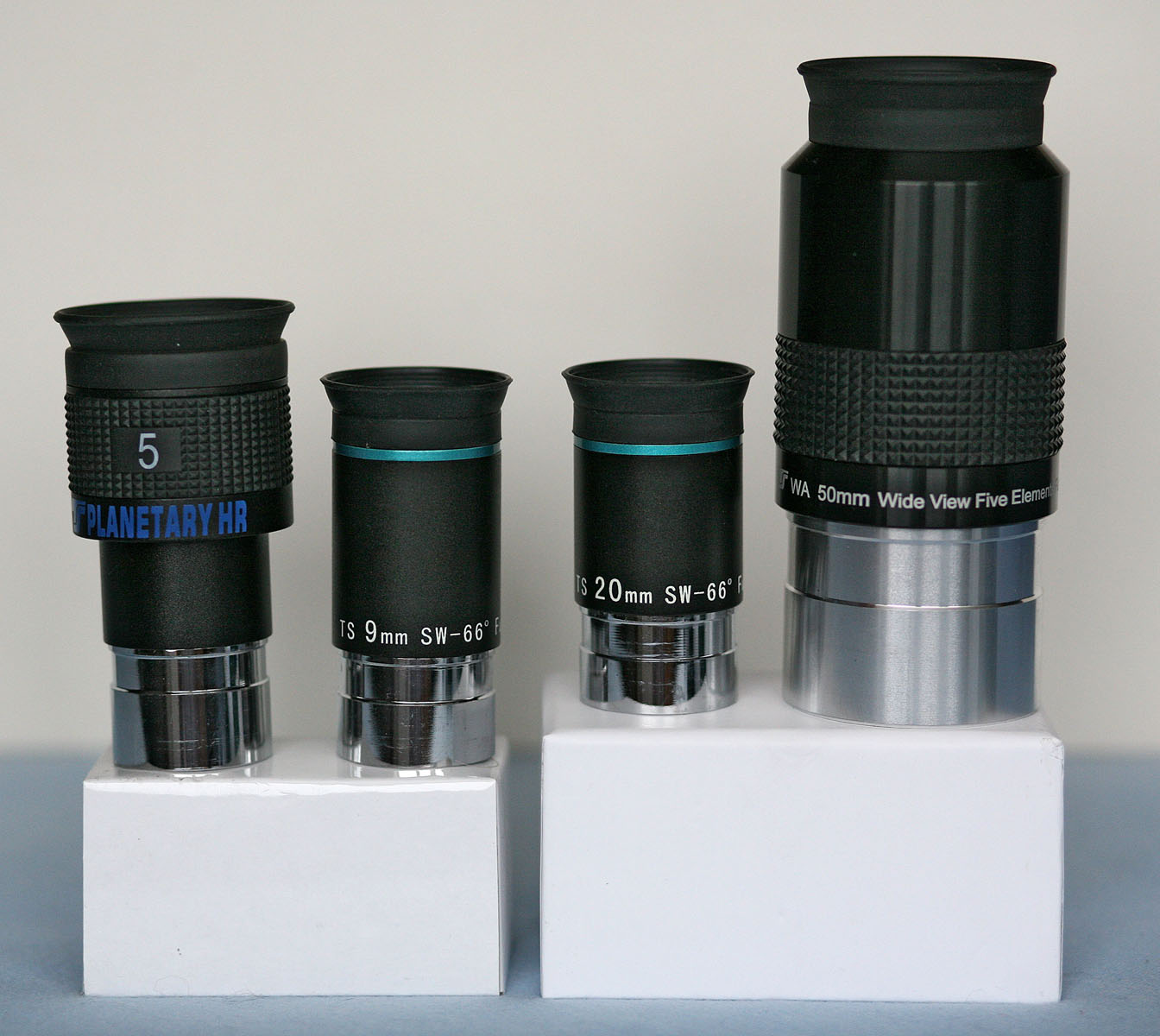
Verschiedene Okulare für Amateur-Teleskope;
v. l. n. r: 5 mm, 9 mm, 20 mm, 50 mm mit 2″-Steckmaß

### Auflagemaß
Das Auflagemaß ist der Abstand von der Auflagefläche des Okulars zu seiner ggf. virtuellen Feldebene. Okulare unterschiedlicher Hersteller bzw. Typs haben unterschiedliche Auflagemaße. In der Praxis bedeutet dies, dass nach einem Wechsel des Okulars die Schärfe neu eingestellt werden muss. Dafür ist ein ausreichender Backfokus notwendig.

### Augenabstand
Der Augenabstand eines Okulars ist, abweichend von der Definition in der Augenoptik, die Entfernung entlang der optischen Achse zwischen dem Schnittpunkt aller austretenden Bündel paralleler Strahlen (Austrittspupillenschnittweite) und der Augenlinse des Okulars.
Bei sehr geringem Augenabstand können z. B. Brillenträger mit aufgesetzter Brille nicht mehr das volle Bild des Okulars überblicken. Auch können bei Okularen mit geringem Augenabstand die Wimpern die Augenlinse berühren und verunreinigen. Ein zu großer Augenabstand macht es jedoch schwierig den Kopf ruhig zu halten, da der Kontakt zum Okular verloren gehen kann und das Bild bei der geringsten Bewegung des Betrachters hin und her wandert. Einige Okulare bieten daher eine Verstellmöglichkeit an; es kann der hintere Okularrand herausgedreht werden, so dass das Auge das Okular berühren kann.

### Brennweite
Die Brennweite eines Okulars (Formelzeichen: {\displaystyle f_{\mathrm {O} kular}}, oder oft {\displaystyle F}) ist der Abstand entlang der optischen Achse zwischen der Hauptebene des Okulars und dem reellen Zwischenbild bei einer Abbildung des Zwischenbilds ins augenseitige Unendliche.
Sie wird in Millimetern angegeben und bestimmt zusammen mit der Brennweite des Objektivs die Vergrößerung des optischen Gerätes, in dem es verwendet wird.

### Feldblendendurchmesser
Der Feldblendendurchmesser (Formelzeichen, meist: {\displaystyle d}) eines Okulars ist der Durchmesser des Okulars an der Stelle, die die Menge der ausfallenden Strahlenbündel am meisten einschränkt. In vielen Fällen entspricht er dem Durchmesser der Blende am Ort des reellen Zwischenbilds.
Bei Okulardesigns, bei denen kein reelles Zwischenbild existiert, oder es zwischen den Linsen des Okulars liegt, wie bspw. Huygens- und Mittenzwey-Okularen, entspricht der Feldblendendurchmesser nicht notwendigerweise dem physischen Durchmesser einer realen Blende, sondern dem des zugehörigen virtuellen Zwischenbilds.

### Scheinbares Gesichtsfeld
Das scheinbare Gesichtsfeld (Formelzeichen: {\displaystyle sGF}) ist der Winkel, den der Durchmesser des Bilds für einen Betrachter einnimmt, also der Winkel zwischen den Hauptrichtungen der Strahlenbündel, den die Strahlen von zueinander entgegengesetzten Stellen am Bildrand bilden. Es wird in Winkelgrad angegeben.
Das scheinbare Gesichtsfeld bestimmt, wie „tunnelartig“ der Blick durch das optische Instrument ist. Ein großes Gesichtsfeld lässt den Beobachter scheinbar tiefer ins Bild eindringen, weil es am Rand Objekte abbildet, die bei einem kleineren Gesichtsfeld abgeschnitten wären. Ab einem Gesichtsfeld von ca. 60° spricht man von einem Weitwinkelokular. Derzeit sind für Amateur-Teleskope Okulare mit Gesichtsfeldern von ca. 30° bis 120° verfügbar.
Bei einem Okular der Brennweite {\displaystyle F} und einem Feldblendendurchmesser {\displaystyle d} gilt – unter der Annahme einer verzeichnungsfreien Abbildung:
{\displaystyle \tan {\frac {sGF}{2}}={\frac {d}{2\cdot F}}}

### Steckmaß bzw. Durchmesser

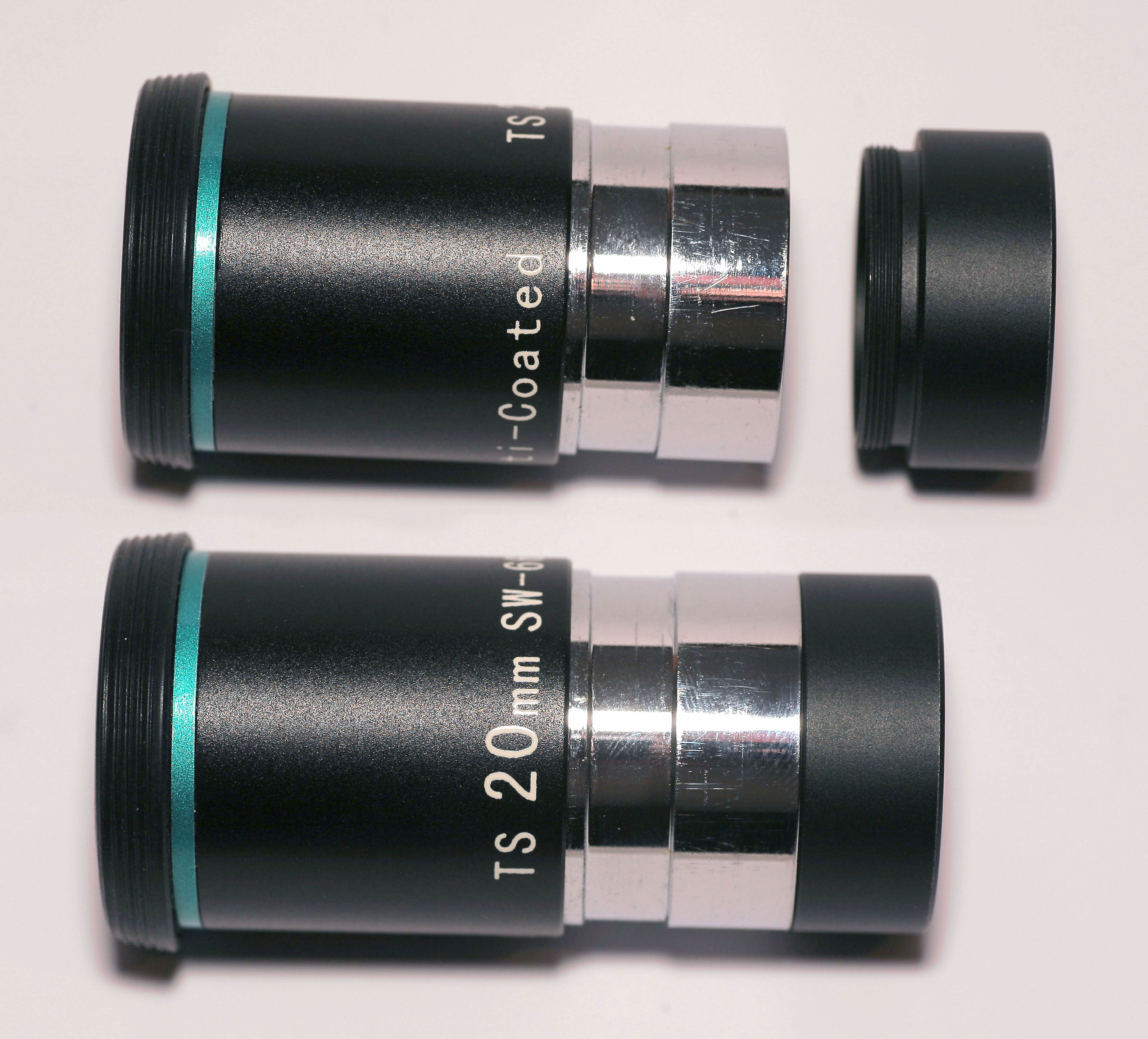
Barlow-Element am Okular

Das Steckmaß ist der Außendurchmesser der Steckhülse des Okulars. Dieses Maß wird in Zoll angegeben. Üblich sind in der Amateurastronomie drei Steckmaße:
- 0,96″, ist entweder von einem sehr einfachen Teleskop der untersten Preisklasse oder veraltet,
- 1,25″, ist ein sehr verbreitetes Maß; es wird häufig für Okulare mit geringeren Brennweiten eingesetzt. Die Grenze hängt vom Okulardesign ab, bspw. bei Okularen im Plössl-Design bis 32 mm, im Erfle-Design bis 25 mm,
- 2″, ist ein Steckmaß für Okulare, üblicherweise mit besonders langer Brennweite ab 28 mm und höher.

Bei Okularauszügen mit 2″-Steckmaß liegt dem Okularauszug häufig ein Adapter zur Reduzierung auf 1,25 Zoll bei.
Bei einem Steckmaß von 1,25 Zoll beträgt der Innendurchmesser der Steckhülse ca. 30 mm; dies ist gleichzeitig die maximal mögliche Feldblende bei diesem Steckmaß. Da mit längerer Brennweite die zum Erzielen eines bestimmten scheinbaren Gesichtsfeldes nötige Feldblende auch immer größer wird, begrenzt der Innendurchmesser sinnvolle Okularbrennweiten auf die oben erwähnten 32 mm (ausgehend von einem minimalen erwünschten scheinbaren Gesichtsfeld von 50°). Ein Plössl mit 40 Millimetern Brennweite kann allerdings sinnvoll eingesetzt werden, wenn bei einer kürzeren Brennweite die damit an einem Teleskop erzielbare Austrittspupille für ein Objekt geringer Flächenhelligkeit zu klein würde.
Vereinzelt findet man noch Okulare mit 31 mm Steckhülsendurchmesser, dem alten deutschen Steckmaß.
Spektive und einige ältere Teleskope haben Schraubanschlüsse statt Stecksysteme.

### Eigenschaften von Okularen im Zusammenhang mit einem Objektiv

#### Austrittspupille

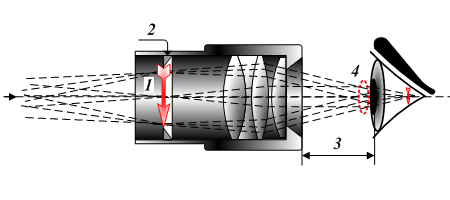
1 Reelles Bild
2 Feldblende
3 Augenabstand
4 Austrittspupille

Die Austrittspupille (AP) ist ein Maß für die scheinbare Größe des Abbildes der Aperturblende im Schärfepunkt. Ist die Austrittspupille des Okulars größer als die Öffnung der Iris des eigenen Auges, so geht „Licht verloren“, weil nicht alles Licht, das vom Objektiv gesammelt wird, in das Auge fallen kann. Ist die AP zu klein, begrenzt die Beugung an der Austrittspupille das Auflösungsvermögen des optischen Systems. Man spricht dann von einer „leeren Vergrößerung“, weil der nominale Vergrößerungsfaktor des optischen Systems größer ist als der kleinste Vergrößerungsfaktor, bei dem das gleiche Auflösungsvermögen erreicht wird. Bei einer zu geringen Austrittspupille des Okulars werden die Beugungserscheinungen durch die geringe AP dominant gegenüber der Bildinformation im Ortsraum. Die minimal sinnvolle AP liegt bei rund 0,5 mm.
Die Eintrittspupille des menschlichen Auges ist die maximale Öffnung der Iris und sie lässt im Alter nach. So haben Kinder noch eine Eintrittspupille von ca. 8 mm, Erwachsene um die 40 Jahre häufig nur noch eine EP von 6 mm.

#### Vergrößerung
Je kleiner die Brennweite des Okulars, bzw. je größer die Brennweite des Objektivs, sind, desto höher ist die optische Vergrößerungswirkung des Systems. Hat ein Teleskop zum Beispiel eine Brennweite von 2000 mm und das Okular von 20 mm, so ergibt sich eine Vergrößerung von 100× (einhundertfach). Für die Vergrößerungsberechnung ergibt sich diese Formel:
{\displaystyle V={\frac {f}{F}}}
Mit {\displaystyle V} als Maß für die Vergrößerung und {\displaystyle f} der Objektiv- und {\displaystyle F} der Okularbrennweite.
Ist die Brennweite nicht bekannt, da z. B. keine Angaben auf dem Okular zu finden sind, kann sie ermittelt werden. Benötigt wird dazu:
- die Eintrittspupille {\displaystyle EP} des Instruments. Bei Teleskopen ist dies der freie Durchmesser der Frontlinse bzw. des Hauptspiegels.
- Die Austrittspupille {\displaystyle AP} (Messen der AP)
- und die Brennweite {\displaystyle f} des Instruments.

Alle Angaben in derselben Längeneinheit, üblich sind Millimeter.
{\displaystyle V={\frac {f}{F}}={\frac {EP}{AP}}}

#### Wahres Gesichtsfeld bzw. Sehfeldzahl
Das wahre Gesichtsfeld (Formelzeichen: {\displaystyle wGF}) wird in Winkelgrad gemessen und gibt bei Teleskopen den Winkeldurchmesser des beobachtbaren Objekts aus Sicht des Beobachters an. In der Lichtmikroskopie wird die Größe des Objektfelds mit der Sehfeldzahl, gemessen in Millimeter angegeben.
An einem Objektiv der Brennweite {\displaystyle f} mit einem Okular der Brennweite {\displaystyle F} ist der Zusammenhang zwischen dem scheinbaren Gesichtsfeld {\displaystyle sGF} dem wahren Gesichtsfeld:
{\displaystyle \tan {\frac {sGF}{2}}={\frac {f}{F}}\cdot \tan {\frac {wGF}{2}}}
Bei kleinen Winkeln, also für Objekte nahe der optischen Achse gilt {\displaystyle x\approx \tan x}, ist daher die Vergrößerung des Systems {\displaystyle V}:
{\displaystyle V={\frac {sGF}{wGF}}\approx {\frac {f}{F}}}.
Bei großen Winkeln gilt dagegen der Zusammenhang:
{\displaystyle sGF=2\cdot \arctan \left({\frac {f}{F}}\cdot \tan {\frac {wGF}{2}}\right)\;.}
Alternativ ergibt sich das wahre Gesichtsfeld {\displaystyle wGF} aus dem Durchmesser {\displaystyle d} der Feldblende und der Brennweite {\displaystyle f} des Fernrohrs:
{\displaystyle {\text{wGF}}=2\cdot \arctan {\frac {d}{2\cdot f}}}

## Okulartypen

### Einlinsige Okulare

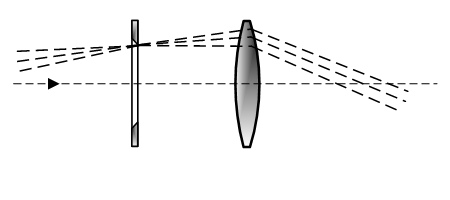
Kepler-Okular: reelle Feldblende

Bei einlinsigen Okularen ist die Qualität der Abbildung und das Bildfeld durch die Abbildungsfehler einer Einzellinse beschränkt. Insbesondere ist die Korrektur des dispersionsbedingten Farbfehlers und der Bildfeldkrümmung nur durch eine Kombination von mindestens zwei Linsen möglich

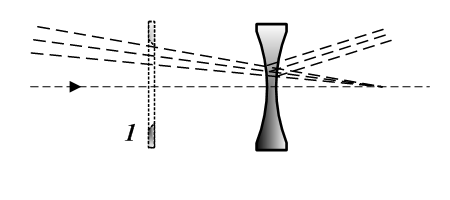
Galilei: nur virtuelle Feldblende

- Galilei-Okular
Das Galilei-Okular besteht aus nur einer bikonkaven Einzellinse und erlaubt keine Pupillenabbildung (und daher auch kein Fadenkreuz). Es wurde als erstes praktisch realisiert (1608 in Holland) und von Galilei nacherfunden. Es wird heute überwiegend in geringwertigen Geräten eingesetzt oder, wie beispielsweise beim einfachen Operngläsern, um bei geringer Vergrößerung ein aufrechtes Bild zu erhalten.

- Kepler-Okular
Das Kepler-Okular besteht aus einer einfachen bikonvexen oder plankonvexen Sammellinse und erlaubt die Pupillenabbildung (reelles Bild im Brennpunkt der Linse, dadurch Möglichkeit eines Fadenkreuzes). Im Gegensatz zum Galilei-Okular ist das Bild um 180° gedreht, steht also auf dem Kopf und ist seitenverkehrt.

### Mehrlinsige Okulare

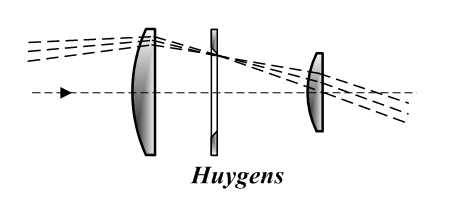
Huygens-Okular

- → Hauptartikel: Huygens-OkularHuygens hat um 1670 durch Berechnungen bewiesen, dass sich die Farbfehler (chromatische Aberration) im achsnahen Bereich deutlich verringern lassen, wenn man die einfache Okularlinse durch ein System zweier plankonvexer Linsen im geeigneten Abstand ersetzt. Dieser Okulartyp findet immer noch Verwendung in preisgünstigen Geräten.

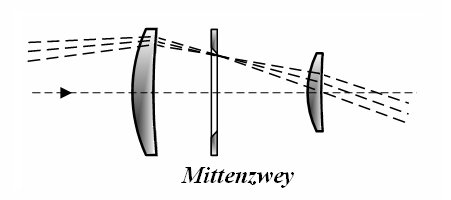
Mittenzwey-Okular

- → Hauptartikel: Mittenzwey-Okular Das Okulardesign von Moritz Mittenzwey aus dem 18. Jahrhundert ähnelt dem Huygens-Okular, hat aber statt der Planlinsen zwei Menisken. Dadurch vergrößert sich das Gesichtsfeld auf bis zu 50°.

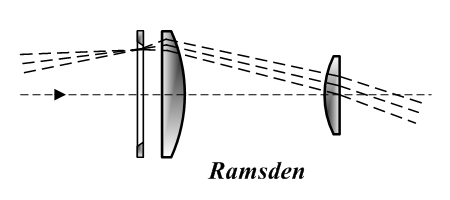
Ramsden-Okular

- → Hauptartikel: Ramsden-OkularDas Ramsden-Okular wurde von Jesse Ramsden (1735–1800) entwickelt, wahrscheinlich ohne Kenntnisse des Huygens-Okulars. Wie dieses hat es zwei plankonvexe Linsen, doch ist die erste Linse umgedreht, sie zeigt mit ihrer planen Seite zum Objektiv. Das Okular hat ähnliche Eigenschaften wie das Huygens-Okular, allerdings liegt eine Zwischenbildfläche auf der Planseite der ersten Linse, so dass sich für ein Fadenkreuzokular Strichmarken für Messzwecke einsetzen lassen. Die Austrittspupille liegt auf der Planseite der Augenlinse, weshalb das Gesichtsfeld nicht vollständig zu überblicken ist. Durch Zusammenrücken der Linsen kann man das ändern, wobei aber die Achromasiebedingung nicht mehr erfüllt ist. Abhilfe bietet das Kellner-Okular.

### Kellner- und monozentrische Okulare

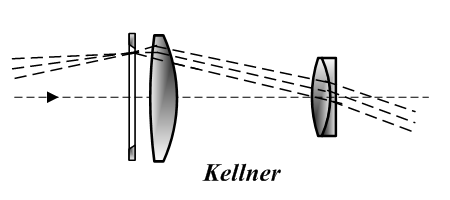
Kellner-Okular

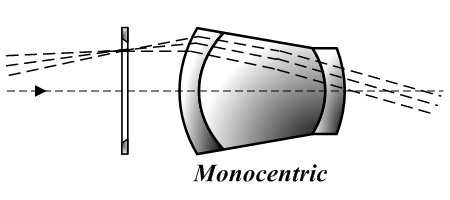
Monozentrisches Okular

- Kellner-Okular
Das Ramsden-Okular wurde 1847 durch Carl Kellner dadurch verbessert, dass er die augenseitige Linse durch ein verkittetes Linsenpaar (Achromat) zur Farbkorrektur ersetzte. Die Feldlinse blieb eine einfache, bikonvexe Sammellinse. Die Linsenkombination verringerte neben den Farbrändern die bei den damaligen Mikroskopen normalen Verzerrungen. In der Amateurastronomie gehörte das kostengünstige Okular bis in die 1970er-Jahre zur Grundausrüstung einfacher Fernrohre und auch heute in Kartonbausätzen.

- Monozentrisches Okular
Das Monozentrische Okular wurde von Steinheil etwa um 1880 erfunden. Es besteht aus einer symmetrischen bikonvexen Barium-Kronglaslinse, die von zwei Flintglasmenisken eingeschlossen wird. Wie beim Steinheil-Aplanat haben die Linsenoberflächen einen gemeinsamen Mittelpunkt. Hier wird der Farbfehler vollständig berichtigt. Da die Linsen verkittet sind, ist dieses Okular sehr Streulicht- und reflexarm. Der Augenabstand liegt bei dem 0,85-fachen der Brennweite, das scheinbare Sichtfeld bei 28°. Für lichtstarke Teleskope ist es ungeeignet.

### Orthoskopische Okulare
Orthoskopisch bedeutet „richtig sehend“. Der Begriff wird für Okulare verwendet, die geringere Bildfehler haben als einfachere Varianten. Auch Carl Kellner nannte seine heute nach ihm benannte Neuentwicklung „orthoskopisches Okular“. Es wird nach heutigem Sprachgebrauch aber nicht mehr so bezeichnet.

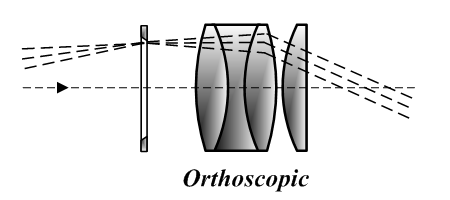
Abbe Orthoskopisches Okular

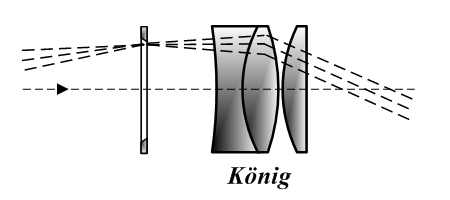
König Orthoskopisches Okular

- Orthoskopisches Okular nach Ernst Abbe
Dieses Okular besteht aus einer Feldblende, einer verkitteten Dreiergruppe und einer plankonvexen Linse. Das Okular korrigiert sehr gut durch die vier Glas-Luft-Flächen. Die Dreiergruppe besteht aus einer bikonkaven Linse, die von zwei bikonvexen Linsen eingeschlossen wird. Dieses Okular gilt als Standard für astronomische Beobachtungen.

- Orthoskopisches Okular nach Albert König
Es besteht ebenfalls aus einer Feldblende und einer plankonvexen Linse auf der Augenseite. Die verkittete Zweiergruppe besteht aus einer plankonkaven und einer bikonvexen Linse. Die Bauweise spart eine Linse ein, verlangt aber hochwertigere Gläser. Ansonsten sind die Eigenschaften vergleichbar mit denen der Konstruktion nach Abbe.

### Plössl- und Erfle-Okulare, sowie Ableitungen davon

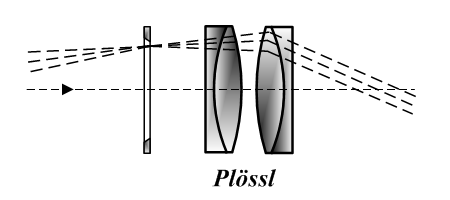
Plössl-Okular

- → Hauptartikel: Plössl-Okular Das von Simon Plößl erfundene Plössl-Okular besteht aus zwei gegeneinander gerichteten Achromaten, also zwei verkitteten Zweiergruppen zur Farbkorrektur. Die Farbfehler sind vollständig korrigiert. Die Leistung ist vergleichbar mit der des orthoskopischen Okulars nach Abbe, während die Kosten niedriger sein können. Heutzutage sind die meisten Okulare von dieser Bauart.

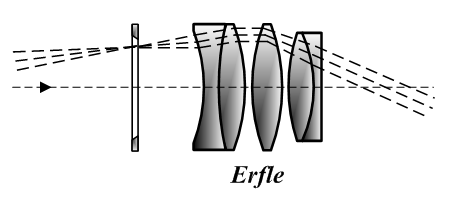
Erfle-Okular

- → Hauptartikel: Erfle-OkularDie vom deutschen Optiker Heinrich Erfle erfundenen Erfle-Okulare bestehen aus drei Linsengruppen. Insbesondere ist zwischen zwei gegenüber liegenden Doubletts eine Sammellinse eingefügt. Es erscheint damit als eine Erweiterung des Plössl-Okulars um eine weitere Linse. Das „Erfle“ gibt typischerweise ein scheinbares Gesichtsfeld von bis zu 68° und war damit das erste echte Weitwinkel-Okular. Erste Anwendungen fand es in Feldstechern und Periskopen. Das Erfle wird in der Ausführung als Fünflinser oft als Superplössl oder Ultima bezeichnet.

Erfle-Okulare neigen am Rand des Gesichtsfeldes zu Astigmatismus, einer ellipsenförmigen Verzerrungen von Lichtquellen. Außerdem kommen leicht interne Reflexionen vor („Geisterbilder“). Dies macht Erfle-Okulare für die Beobachtung heller Objekte, z. B. von Planeten, in der beobachtenden Astronomie weniger geeignet. Sie eignen sich hingegen gut für lichtschwache, ausgedehntere Objekte wie offene Sternhaufen und Reflexionsnebel.
Erfle-Okulare sind vergleichsweise günstig herzustellen. Sie werden daher noch heute für die Amateur-Astronomie oder Weitwinkel-Ferngläser produziert.
- Das Panoptic-Okular ist eine sechslinsige Weiterentwicklung des Erfle-Okulars die Horst Köhler im Jahr 1955 für Zeiss entwickelte. Dabei ersetzte er die zentrale Sammellinse durch ein Paar von asymmetrischen Sammellinsen, deren stark gekrümmte Seiten sich berühren.[4]

- In einem weiteren sechslinsigen Design wird das Plössl-Design um eine verkittete Augengruppe erweitert. Die letzte Gruppe besteht aus einer plankonvexen und einer plankonkaven Linse, wobei letztere nur eine ganz schwache Brechkraft aufweist.

### Nagler-Okular

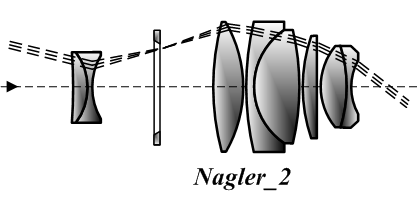
Ultra-Wide-Nagler-Okular, Typ 2

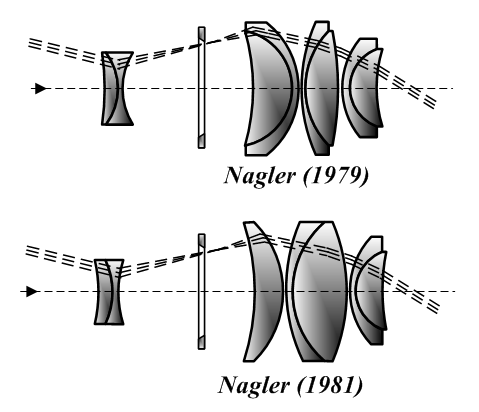
Nagler-Okulare

Das Nagler-Okular besteht aus 3 verkitteten Zweiergruppen und einer Plankonvexlinse. Die Nagler-Okulare werden als Weitwinkelokulare mit 82° scheinbarem Gesichtsfeld gebaut. Hohe Bildgüten werden nur mit Varianten mit asphärischer Fläche oder einer zusätzlichen 8. Linse erreicht. Diese Okulare sind auch an sehr lichtstarken Teleskopen einzusetzen.

### Zoom-Okulare
Zoom-Okulare bilden aufgrund ihrer variablen Brennweite nicht so gut ab wie Okulare mit fester Brennweite. Das liegt daran, dass Abbildungsfehler erzeugende und korrigierende Linsen nur bei bestimmten Abständen voneinander optimal zusammenarbeiten. Bei variablen Brennweiten sind jedoch auch die Abstände der Linsen – und somit die Effektivität der Fehlerkorrektur – variabel. Für die Astronomie angebotene Zoomokulare haben einen Zoomfaktor bis zu 3, man hat also bei minimaler Brennweite die dreifache Vergrößerung gegenüber der maximalen.
Auch weisen die meisten Zoom-Okulare ein recht kleines Gesichtsfeld auf, welches mit sinkender Brennweite, also wachsender Vergrößerung, allmählich steigt. Ein weiterer Nachteil ist die fehlende Homofokalität, man muss deshalb nach Veränderung der Brennweite die Schärfe neu einstellen.
Außerdem gibt es noch Typen mit asphärischen Flächen. Diese sind teurer in der Herstellung.

## Weitere Linsenelemente

### Barlowlinse

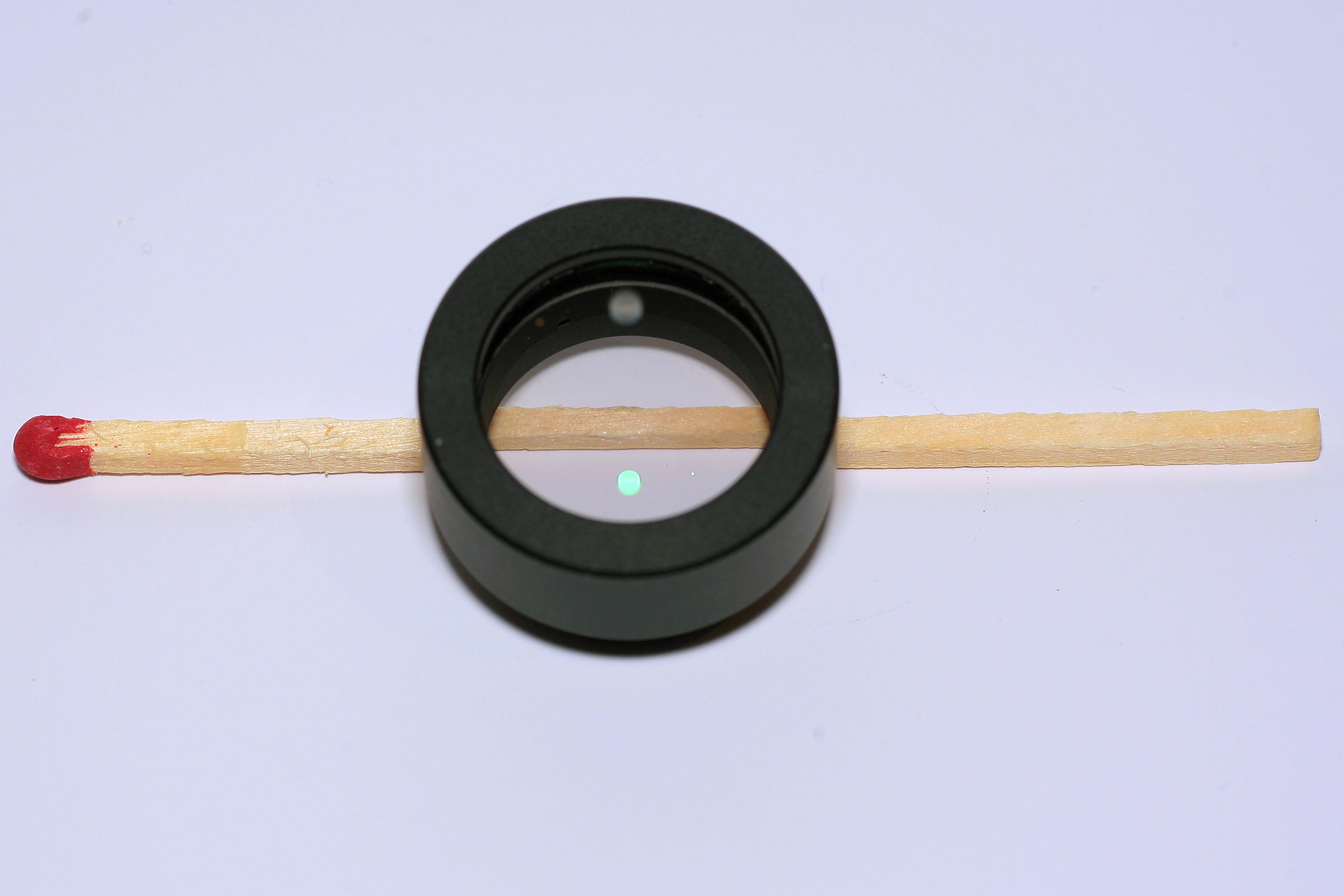
Barlowlinse (1,25 Zoll) ohne Distanzrohr

Die Barlowlinse wird zwischen Okularauszug und Okular montiert und verlängert die Brennweite des Objektivs. Das kommt im Hinblick auf die Vergrößerung und Austrittspupille einer Verkürzung der Okularbrennweite gleich, im Hinblick auf den Augenabstand allerdings nicht.

### Shapleylinse

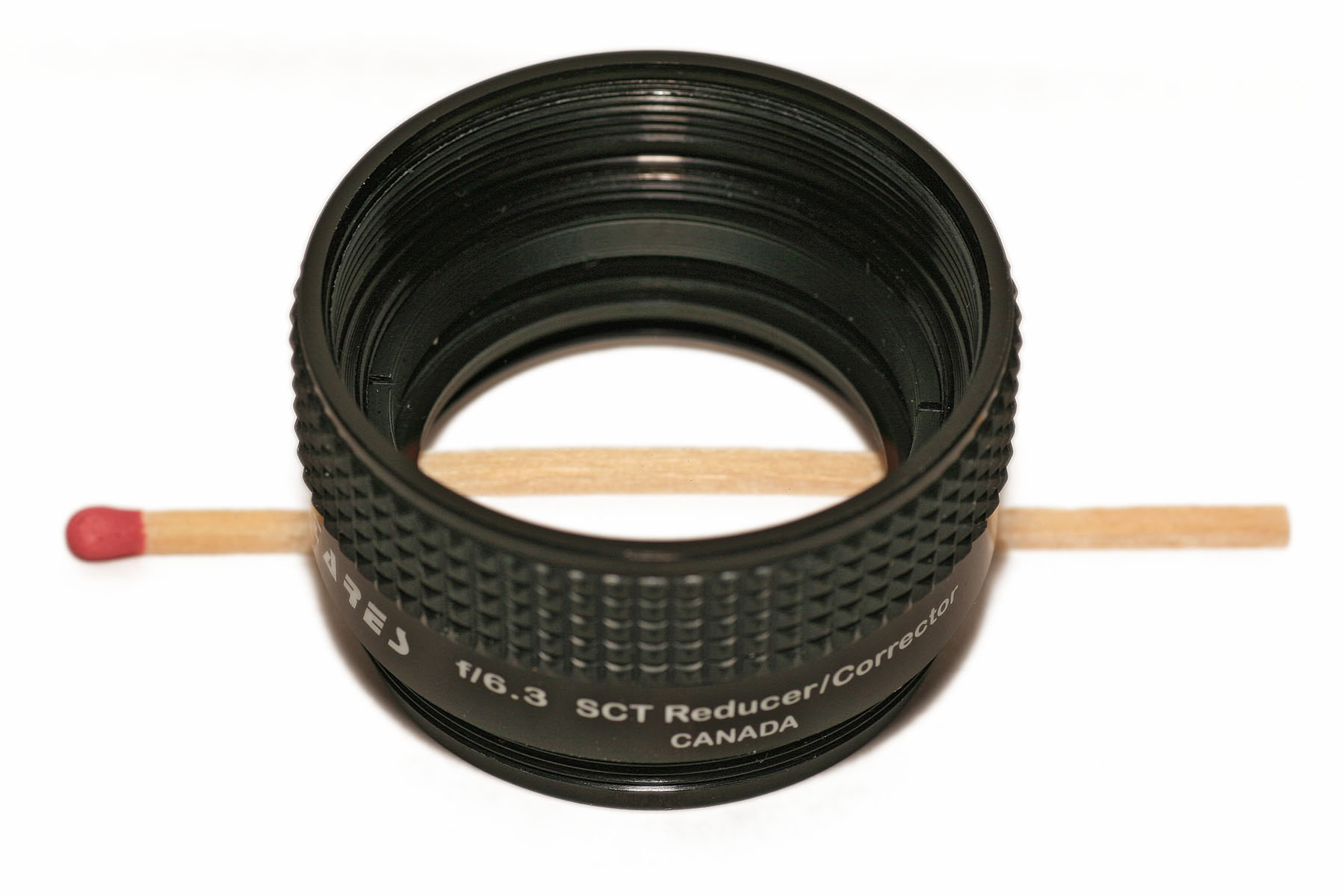
Shapleylinse mit SC-Gewinde

Die Shapleylinse ist das Gegenteil der Barlowlinse: sie verkürzt die Brennweite des Objektivs. Siehe: Barlowlinse

### Bildfeldebnungslinse

Bildfeldebnungslinse mit M-48-Gewinde

Sie wird auch Flattener genannt und ist eine Linse, hauptsächlich für die Astrofotografie eingesetzt wird. Sie ebnet bei Fernrohren das Bildfeld, welches normalerweise leicht gekrümmt ist. Durch diese Krümmung werden Sterne zum Rand hin immer unschärfer abgebildet. Der Flattener beseitigt diese Unschärfe; er selbst hat keine vergrößernde oder verkleinernde Wirkung, sondern er korrigiert das Bildfeld lediglich. Der Abstand zur Film- oder Sensorebene der Kamera ist allerdings vorgegeben und wird mit Zwischenringen erzeugt.

2-Zoll-Komakorrektorlinse

### Komakorrektor
Der Komakorrektor ist wie der Flattener (Bildfeldebnungslinse) eine Korrekturlinse, jedoch speziell für Newton-Teleskope. Er korrigiert bei Parabolspiegeln den Abbildungsfehler Koma, der abseits der optischen Achse auftritt und wie der Schweif eines Kometen aussieht (daher der Name). Es gibt K. mit und ohne Brennweitenverlängerung, je nach Bauart.

### Binokular-Ansatz

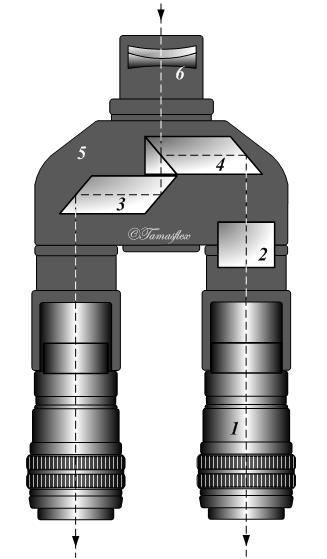
Binokular-Ansatz
1 Okular, 2 Ausgleichsstück, 3 Prisma, 4 Strahlengangteiler, 5 Gehäuse, 6 Barlowlinse

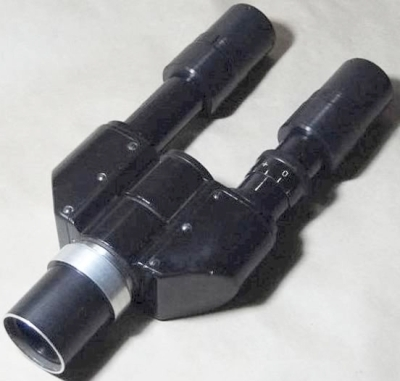
Binokular-Ansatz

Ein Binokular-Ansatz ist ein Strahlenteiler für beidäugiges Betrachten eines Objektes. An seinem hinteren Ende werden zwei identische Okulare eingesetzt. Binokulares Sehen bietet Vorteile; Insbesondere bei Mond und Planeten ermöglicht die Beobachtung mit beiden Augen das Erkennen von mehr Details. Die entspannte Beobachtung verhindert außerdem Ermüdungserscheinungen. Durch das erhöhte Gewicht gerät das Instrument jedoch leichter ins Schwingen, außerdem muss jedes Okular, mit dem beobachtet werden soll, doppelt angeschafft werden. Die eingebaute Barlowlinse verringert zwar den Backfokus, kann ihn aber nicht gänzlich ausgleichen, so dass ein B. nicht für jedes Teleskop bzw. jedes Okular geeignet ist. Durch die zusätzlichen optischen Elemente gehen außerdem sowohl Bildhelligkeit als auch Bildqualität zurück.